# Mehringen (Hilgermissen)
Mehringen ist ein Ortsteil der Gemeinde Hilgermissen (Samtgemeinde Grafschaft Hoya) im niedersächsischen Landkreis Nienburg/Weser.

## Geografie und Verkehrsanbindung
Der Ort liegt südlich des Kernortes Hilgermissen und nördlich von Hoya an der Landesstraße L 201.
Die Weser fließt südlich und östlich. Am östlichen Ortsrand fließt die Hoyaer Emte, die südöstlich von Magelsen in die Weser mündet.
Das 27 ha große Naturschutzgebiet Hägerdorn liegt westlich.

## Baudenkmale
In der Liste der Baudenkmale in Hilgermissen sind für Mehringen drei Baudenkmale aufgeführt:
- Wohnhaus und Speicher Mehringen 3, wobei der Fachwerkspeicher vom Ende des 18. Jahrhunderts stammt
- Scheune Mehringen 53 in Fachwerk von 1733